# Petrova Ravan
Petrova Ravan este un sat din comuna Kolašin, Muntenegru. Conform datelor de la recensământul din 2003, localitatea are 61 de locuitori (la recensământul din 1991 erau 117 locuitori).

## Demografie
În satul Petrova Ravan locuiesc 49 de persoane adulte, iar vârsta medie a populației este de 49,3 de ani (41,6 la bărbați și 57,2 la femei). În localitate sunt 32 de gospodării, iar numărul mediu de membri în gospodărie este de 1,91.
Această localitate este populată majoritar de sârbi (conform recensământului din 2003).
|  |

| Demografie | Demografie | Demografie |
| An         | Locuitori  | Locuitori  |
| ---------- | ---------- | ---------- |
|            |            |            |
|            |            |            |
|            |            |            |
|            |            |            |
| 1948       | 260        |            |
| 1953       | 306        |            |
| 1961       | 305        |            |
| 1971       | 258        |            |
| 1981       | 182        |            |
| 1991       | 117        | 117        |
| 2003       | 61         | 61         |

| \| Componența etnică conform recensământului din 2003[2] \| Componența etnică conform recensământului din 2003[2] \| Componența etnică conform recensământului din 2003[2] \| Componența etnică conform recensământului din 2003[2] \| Componența etnică conform recensământului din 2003[2] \| \| ----------------------------------------------------- \| ----------------------------------------------------- \| ----------------------------------------------------- \| ----------------------------------------------------- \| ----------------------------------------------------- \| \| \| \| \| \| \| \| Sârbi \| Sârbi \| \| 48 \| 78,68% \| \| Muntenegreni \| Muntenegreni \| \| 13 \| 21,31% \| \| necunoscută \| necunoscută \| \| 0 \| 0% \| |              |  |    |        |
| Componența etnică conform recensământului din 2003 |              |  |    |        |
| |              |  |    |        |
| Sârbi | Sârbi        |  | 48 | 78,68% |
| Muntenegreni | Muntenegreni |  | 13 | 21,31% |
| necunoscută | necunoscută  |  | 0  | 0%     |